# Гюлесин, Шюкрю
Шюкрю Гюлесин (тур. Şükrü Gülesin; 14 сентября 1922, Константинополь — 10 июля 1977, Стамбул) — турецкий футболист, нападающий.

## Карьера
Первоначально, в молодёжных клубах, где Шюкрю Гюлесин начал играть, он был голкипером, но вскоре его поставили на место форварда, где он и остался до конца своей карьеры, которую он начал в клубе «Бешикташ» в 1940 году. Гюлесин выступал за Бешикташ на протяжении 10 лет, исключая сезон 1944-1945, когда он играл за «Анкарагюджю». За 10 лет он 6 раз выиграл чемпионат Стамбула и 2 раза кубок Стамбула. Прославился Гюлесин и тем, что много голов забивал в главных турецких дерби, в которых он 13 раз поражал ворота «Галатасарая» и 9 раз огорчал голкипера «Фенербахче».
В 1950 году Гюлесин перешёл в итальянский клуб «Лацио», но не смог удержаться в клубе из-за тогдашнего тренера клуба Марио Спероне, который видел в высоком (а Гюлесин был под два метра ростом) и габаритном (вес форварда был порядка ста килограмм) форварде центрального полузащитника, навыков игры в центре поля у турка, конечно, не было и он был передан в аренду «Палермо», где дебютировал в октябре в матче против «Милана», и в котором он стал лучшим бомбардиром сезона, а клуб занял 10-е место, наивысшее с 1935 года. Этот успех позволил Гюлесину вернуться в «Лацио» и стать вновь лучшим бомбардиром клуба с 16-ю забитыми мячами. Но остаться в Риме у Гюлесина не получилось, он вёл роскошный образ жизни, вмещающий дорогие машины, сигары и спиртное, которым он даже развлекался за день до матчей. В команде отношения также не сложились, Гюлесин был известен своим бурным нравом, он часто дрался на поле и вне его, Гюлесин совершенно не выносил упрёков в свой адрес, однажды он преследовал главного тренера «Лацио» Джузеппе Бигоньо с ножом, после того как Бигоньо сказал, что весы под турком на взвешивании показали более 100 килограммов. Покинув «Лацио», Гюлесин вернулся в «Палермо», но там не задержался и уехал в Турцию, где в «Галатасарае» завершил свою карьеру.
Завершив карьеру игрока, Гюлесин стал работать в техническом комитете национальной сборной, а затем в администрации «Бешикташа». Немного Гюлесин поработал и в спортивной журналистике. Скончался Шюкрю 10 июля 1977 года от сердечного приступа.